# Ernest Airlines
Az Ernest Airlines egy olasz légitársaság volt, milánói székhellyel. A légitársaság a flottáját több mint 20 célállomásra indította, a Milánó Malpensai repülőtéren található bázisától.

## Története
Az Ernest Airlinest 2015. október 16-án alapították Fly Ernest néven. Az Ernest Airlines 2017. április 11-én AOC és Működési engedélyt kapott mint olasz légi fuvarozó. A társaság megkezdte az olasz-albán útvonal üzemeltetését és 2017. október 20-án elindította az ukrán útvonalát. Azóta a társaság újabb úticélokat is felvett (Romániába és Spanyolországba). 2017-ben a légitársaságot átnevezték Ernest Airlinesra. 
Az olasz polgári légiközlekedési hatóság 2019. december 29-én bejelentette, hogy felfüggeszti a légitársaság légi forgalmi engedélyét 2020. január 13-tól. Így a légitársaság további értesítésig teljes mértékben felfüggesztette tevékenységét.

## Úticélok
Az Ernest Airlines több mint 20 célállomásra üzemeltetett 5 országban. A légitársaság járatainak üzemeltetését nagyrészt a Milánó-Malpensai repülőtérről végezte.

## Flotta

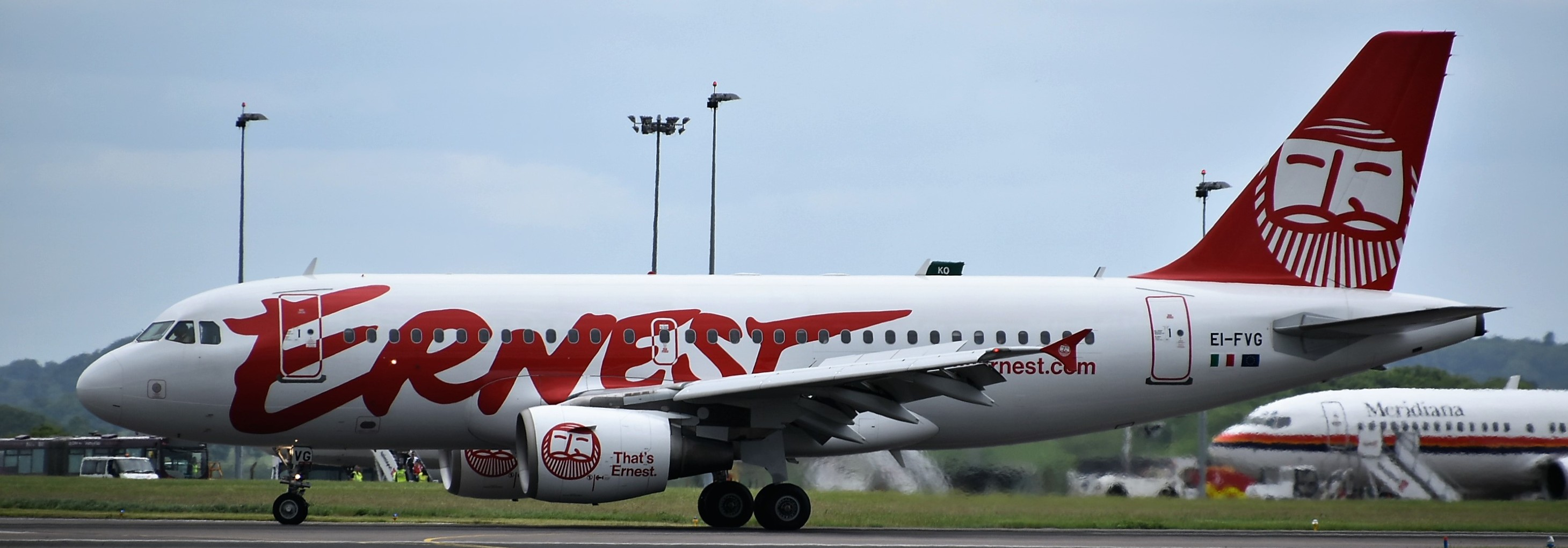
Ernest Airlines Airbus A319-100-as

2019 augusztusában az Ernest Airlines flottája a következő repülőgépekből állt:
| Repülőgép       | Darabszám | Rendelések | Utasok |
| --------------- | --------- | ---------- | ------ |
| Airbus A319-100 | 1         | -          | 141 fő |
| Airbus A320-200 | 3         | 3          | 180 fő |

## Fordítás
Ez a szócikk részben vagy egészben  az   Ernest Airlines című angol Wikipédia-szócikk ezen változatának fordításán alapul.  Az eredeti cikk szerkesztőit annak laptörténete sorolja fel. Ez a jelzés csupán a megfogalmazás eredetét és a szerzői jogokat jelzi, nem szolgál a cikkben szereplő információk forrásmegjelöléseként.

## Kapcsolódó szócikk
- Légitársaságok listája